# (2445) Blazhko
(2445) Blazhko – planetoida z grupy pasa głównego asteroid okrążająca Słońce w ciągu 3 lat i 153 dni w średniej odległości 2,27 au. Została odkryta 3 października 1935 roku w Obserwatorium Simejiz na górze Koszka na Półwyspie Krymskim przez Piełagieję Szajn. Nazwa planetoidy pochodzi od Siergieja Nikołajewicza Błażko (1870-1956), rosyjskiego astronoma. Przed nadaniem nazwy planetoida nosiła oznaczenie tymczasowe (2445) 1935 TC.